# 오타촌 (사이타마현 지치부군)
오타촌(大田村)은 사이타마현의 서부, 지치부군에 속했던 촌이다. 현재의 지치부시에 해당한다.

## 역사
- 1889년 4월 1일 - 정촌제 시행에 의해 지치부군 오타촌이 성립하였다.
- 1943년 9월 8일 - 전시 정촌합병편제법에 의해 미노와정, 구니카미촌, 가네자와촌, 히노자와촌, 미사와촌, 시라토리촌의 일부와 합병해 미노정이 되었다.
- 1943년 9월 8일 - 구니카미촌, 가네자와촌, 히노자와촌, 미사와촌, 시라토리촌의 일부와 합병해 미노정이 되었다.
- 1946년 12월 1일 - 미노정이 분립해, 미노와정, 구니카미촌, 가네자와촌, 히노자와촌, 미사와촌, 오타촌이 분립, 시라토리촌의 일부는 미노정이 되었다.
- 1955년 3월 1일 - 미노와정, 구니카미촌, 가네자와촌, 히노자와촌이 합병해 미노와정이 신설되었다.
- 1957년 5월 3일 - 다카시노촌과 함께 지치부시에 편입해 소멸하였다.

## 참고문헌
- 「角川日本地名大辞典」編纂委員会『角川日本地名大辞典 11 埼玉県』角川書店、1980年7月8日。ISBN 4040011104。

## 관련문헌
- 「品澤村」『新編武蔵風土記稿』 巻ノ261秩父郡ノ12、内務省地理局、1884年6月。NDLJP:764014/20。
- 「伊古田村」『新編武蔵風土記稿』 巻ノ261秩父郡ノ12、内務省地理局、1884年6月。NDLJP:764014/21。
- 「太田村」『新編武蔵風土記稿』 巻ノ261秩父郡ノ13、内務省地理局、1884年6月。NDLJP:764014/23。
- 「堀切村」『新編武蔵風土記稿』 巻ノ261秩父郡ノ13、内務省地理局、1884年6月。NDLJP:764014/25。
- 「小柱村」『新編武蔵風土記稿』 巻ノ261秩父郡ノ13、内務省地理局、1884年6月。NDLJP:764014/25。